# Chromothericles
Chromothericles is een geslacht van rechtvleugeligen uit de familie Thericleidae. De wetenschappelijke naam van dit geslacht is voor het eerst geldig gepubliceerd in 1977 door Descamps.

## Soorten
Het geslacht Chromothericles omvat de volgende soorten:
- Chromothericles decoloratus Descamps, 1977
- Chromothericles emaliensis Descamps, 1977
- Chromothericles kanga Sjöstedt, 1923
- Chromothericles keniensis Hemp, 2009
- Chromothericles manyara Hemp, 2009
- Chromothericles ngongensis Hemp, 2009
- Chromothericles pulchripes Descamps, 1977
- Chromothericles rubroornatus Descamps, 1977
- Chromothericles tvigga Sjöstedt, 1910
- Chromothericles uguenoensis Hemp, 2009